# Bekana Daba
Bekana Daba (* 29. Juli 1988 in Wollega) ist ein äthiopischer Langstreckenläufer.
Bei den Leichtathletik-Weltmeisterschaften 2007 in Osaka schied er über 5000 m im Vorlauf aus. 2009 siegte er bei den Carlsbad 5000, kam aber bei den Weltmeisterschaften in Berlin erneut nicht über die Vorrunde des 5000-Meter-Laufs hinaus. Zum Saisonabschluss siegte er beim Las-Vegas-Marathon auf der Halbmarathonstrecke.
2010 wurde er Vierter beim New-York-City-Halbmarathon und Zwölfter beim Amsterdam-Marathon. 2011 stellte er beim Houston-Marathon einen Streckenrekord auf.
Bekana Daba wurde von Tolosa Kotu trainiert und von Global Athletics & Marketing betreut.

## Persönliche Bestzeiten
- 3000 m (Halle): 7:40,92 min, 2. Februar 2008, Stuttgart
- 5000 m: 12:58,51 min, 4. Juni 2010, Oslo
  - Halle: 13:11,78 min, 6. Februar 2010, Boston
- Halbmarathon: 1:01:23 h, 21. März 2010, New York City
- Marathon: 2:07:04 h, 30. Januar 2011, Houston